# 1809 aux échecs
| Années des échecs : 1806 - 1807 - 1808 - 1809 - 1810 - 1811 - 1812    |
| Décennies des échecs : 1770 - 1780 - 1790 - 1800 - 1810 - 1820 - 1830 |

Cet article présente les faits marquants de l'année 1809 aux échecs.

## Événements majeurs
Création du club d’échecs de Zurich (Schachgeselischaft Zurich). Il s’agit du plus vieux club d’échecs au monde.

## Divers
Napoléon Ier se rend au château de Schönbrunn pour jouer plusieurs parties contre le Turc mécanique. Il joue notamment une ouverture à laquelle il donnera son nom. Il perd toutes ses parties.

## Naissances
- Hugh Kennedy
- Elijah Williams

## Nécrologie
9 juin : John M. Bruehl, un très fort joueur de Londres.